# Luís Cedro Carneiro Leão
Luís Cedro Carneiro Leão (Cabo, 5 de outubro de 1885 — ?, ?) foi um político, advogado jornalista, escritor e agricultor brasileiro. Exerceu o mandato de deputado federal constituinte por Pernambuco em 1934.
filho de Pedro Carneiro Leão e de Minervina Carneiro Leão, Luís Cedro Carneiro Leão nasceu no dia 5 de outubro de 1885 no Engenho do Cedro na cidade de Cabo (PE).  Era Descendentes de grandes proprietários rurais. Iniciou seus estudos no Ginásio Pernambucano e graduou-se na Faculdade de Direito de Recife em 1908.
Leão, atuou como advogado e agricultor, sem qualquer interesse pela política, recusando diversos convites ao cargo de procurador- geral pelo estado de Pernambuco. Acabou por fim acabou integrando a chapa de deputados federais após o pedido do então governador José Bezerra em favor do seu partido. Eleito, atuou no cargo durante os anos de 1921 e 1923. Foi durante essa época que participou do movimento Reação Republicana que promovia o candidato de Nilo Peçanha, uma oposição á Artur Bernardes, que acabou sendo eleito em março de 1922. Também participou da campanha da Aliança Liberal (1929-1930) realizando parcerias com o jornal Diário da Manhã. 
Em 1933, após a Revolução de 1930, elegeu-se pelo Partido Social Democrático (PSD) á deputado federal por Pernambuco. Em 1934, após a promulgação da nova constituição, teve seu mandato prorrogado por mais um ano. 
Leão também era jornalista e escritor. Trabalhou em veículos como Diário Pernambuco, Jornal Pequeno, e na Revista Ilustração Brasileira, do Rio de Janeiro.

Foi casado com Júlia Solano Carneiro Leão.